# Kademadkal, Mudigere
Kademadkal là một làng thuộc tehsil Mudigere, huyện Chikmagalur, bang Karnataka, Ấn Độ.